# بيكربونات الأمونيوم
بيكربونات الأمونيوم هو مركب كيميائي له الصيغة NH4HCO3 ، ويكون على شكل مسحوق بلوري أبيض عديم الرائحة.

## الخواص
- ينحل مركب بيكربونات الأمونيوم في الماء، لكنه لا ينحل في الإيثانول.
- محاليله المائية لها صفة معتدلة (محلول 0.1 مولي من مركب بيكربونات الأمونيوم له pH مقدارها 7.8 )
- يتفكك مركب بيكربونات الأمونيوم عند التسخين حتى 60°س إلى مكوناته من الماء والأمونياك وثنائي أكسيد الكربون،

وذلك بعكس معادلة تحضيره. يلاحظ أن عملية التفكك هذه لا تترك خلفها بواقي إذ أن المنتجات غازية (في حال تصور تشكل بخار الماء).

## التحضير
يحضر مركب بيكربونات الأمونيوم من تمرير غاز ثنائي أكسيد الكربون على محلول مركز من الأمونياك حيث نحصل على بلورات سهلة التصفية (الفلترة) من المركب الناتج.